# Dolmen du Cloup de Coutze
Le dolmen du Cloup de Coutze est un dolmen situé à Béduer  dans le département du Lot.

## Historique
Le site a été fouillé par Jean Clottes en août 1968.

## Architecture
C'est un petit dolmen édifié au bord d'une grande doline («Cloup» en occitan) en forme de courge («Coutzo» en occitan) ce qui lui a valu son nom de Dolmen de la Cloup de Coutze.
Le tumulus est sensiblement de forme ronde avec un diamètre de 15 à 16 m. Son édification est plutôt grossière car il a été constitué de gros blocs de pierre entassés sans ordre entre lesquels la terre s'est accumulée favorisant ultérieurement le développement de la végétation.
Celle-ci a contribué à bouleverser quelque peu l'architecture interne de l'édifice. Le dolmen ne comporte pas de table mais Jean Clottes n'exclut pas la possibilité qu'il n'en ait jamais eu vu sa petite taille. Les dalles de support ont été encastrées dans des rigoles de 0,05 mètre à 0,15 mètre de profondeur en utilisant les failles du lapiaz sous-jacent. On peut observer une petite dalle (0,55 mètre x 0,06 mètre x 0,60 mètre) dans le prolongement de l'orthostate gauche. Elle était enfoncée dans le sol aussi profondément que cette dernière ce qui peut laisser penser qu'il s'agissait peut-être d'un dolmen à vestibule bien que son symétrique droit n'ait pas été retrouvé.
| Dalle                                                   | Longueur | Épaisseur | Largeur |
| ------------------------------------------------------- | -------- | --------- | ------- |
| Orthostate droit                                        | 1,85 m   | 0,15 m    | 0,95 m  |
| Orthostate gauche                                       | 1,60 m   | 0,15 m    | 0,85 m  |
| Chevet                                                  | 0,85 m   | 0,06 m    | 0,65 m  |
| Données : Inventaire des mégalithes de la France, 5-Lot |          |           |         |

La chambre sépulcrale est de forme trapézoïdale, plus large au fond qu'à l'entrée (1,17 mètre contre 0,86 mètre). Elle est orientée selon l'azimut 70°. Elle a fait l'objet sur toute sa superficie d'un creusement d'une profondeur de 0,20 mètre à 0,40 mètre. Le sol était donc en pente, elle-même inversée par rapport à la pente naturelle du terrain (ouest-est). Trois petites dalles posées au sol à l'entrée de la chambre en constituaient peut-être le seuil originel mais sans certitude.

## Vestiges osseux et mobilier funéraire
Les fouilles de l'année 1968 ont permis de mettre au jour des ossements humains appartenant à une dizaine d'individus mais ces sépultures ayant déjà été violées avant cette fouille. L'état général de ces vestiges osseux était plutôt mauvais. Aucun os long en entier n'a été retrouvé. Les ossements d'origine animale y étaient particulièrement nombreux (bovidé, suidé, renard, blaireau, canidé, cervidé, grand oiseau) et bon nombre d'entre eux doivent correspondre à des restes d'offrande car ils ne correspondent pas à des animaux ayant pu trouver refuge dans le dolmen naturellement.
Le mobilier funéraire était composé de perles (51 perles annulaires et de 2 perles cylindriques en calcite, 1 perle en jayet) et de tessons de céramique d'une facture grossière sans réel élément distinctif.